# Margareta Sörenson
Margareta Elisabet Sörenson, född 19 mars 1951 i Kungsholms församling i Stockholm, är en svensk teater- och danskritiker och universitetslärare.

## Biografi
Margareta Sörenson avlade filosofie kandidatexamen vid Stockholms universitet 1974 och genomgick Journalisthögskolan i Stockholm 1974–1976, hon avlade en magisterexamen i dansvetenskap 2011, Stockholms Universitet. 1981-82 studerade hon teatervetenskap, études théätrales, vid Université Sorbonne-Nouvelle (Paris III). 1977–1978 var hon kulturredaktör på Folket i Bild/Kulturfront. Hon började skriva teater- och danskritik på Expressens kultursida 1976 som frilans, hon är mångårig medarbetare i Danstidningen.  1983 gav hon ut boken Teater i Paris, hon har även skrivit ett flertal böcker om dans, dockteater och barnteater. Boken Mats Ek, foto Lesley Leslie-Spinks, utkom 2011, Max Ströms förlag. Hon är adjunkt i danshistoria vid gymnasielärarutbildningen vid Luleå Tekniska Universitet.